# 邓恢林
邓恢林（1965年3月6日—），男，汉族，湖北武汉人，中华人民共和国政治人物。

## 生平
1986年9月至1989年6月在武汉大学中文系汉语言文学专业在职大专学习。1997年9月至1999年12月在华中师范大学经济法学专业在职研究生学习，获法学硕士学位。
早年在湖北省乡镇企业局任至离退休干部处处长。2003年底，调往湖北省经济委员会，历任办公室主任、副主任。2009年7月，出任宜昌市人民政府副市长。2010年10月，他升任中共宜昌市委常委、政法委书记、市公安局局长，曾参与周永康亲属案件的调查。2014年10月，升任湖北省公安厅副厅长（正厅长级）。2015年6月，上调中共中央政法委，任中央政法委反分裂指导协调室负责人，之后又兼任中央政法委办公室主任（时任中央政法委书记为孟建柱）。2017年7月“空降”重庆，任重庆市公安局局长、党委书记（前任何挺）。2018年1月任重庆市人民政府副市长、党组成员，重庆市公安局局长、党委书记。2020年4月19日公安部副部长孙力军落马，同年6月14日邓恢林因涉嫌严重违纪违法，接受中央纪委国家监委纪律审查和监察调查。至此，已有连续三位重庆市副市长兼市公安局局长（王立军、何挺、邓恢林）在任上落马。2021年1月4日，中央纪委国家监委网站宣布邓恢林因多项原因被双开。1月22日，最高人民检察院依法以涉嫌受贿罪对邓恢林作出逮捕决定，9月10日，邓恢林受贿案在河北省保定市中级人民法院一审公开开庭审理。河北省保定市人民检察院起诉指控，他前后一共21年贪污受贿共计折合人民币4267万余元。
邓恢林被双开通报中说他参与在党内搞团团伙伙，捞取政治资本，热衷政治投机，妄议党中央大政方针，搞迷信活动；道德败坏，搞权色交易；甘于被“围猎”，大搞权钱交易。邓恢林2020年6月落马两个月后，上海市公安局局长龚道安落马。2021年4月，山西省公安厅厅长刘新云落马。“双开”通报中，孙力军、邓恢林、龚道安、刘新云均被指“搞团团伙伙”。孙力军落马时任公安部副部长。在这期间，邓恢林于2015年6月至2017年7月在中央政法委工作。龚道安于2010年11月至2017年6月在公安部工作。刘新云于2014年12月至2018年1月在公安部工作，任公安部网络安全保卫局局长兼国家网络与信息安全信息通报中心主任。其中，邓恢林、龚道安两人都在湖北政法系统工作过。龚道安曾任中共咸宁市委政法委书记、市公安局局长。
2022年9月21日，河北省保定市中级人民法院公开宣判邓恢林受贿一案，对邓恢林以受贿罪判处有期徒刑十五年，并处罚金人民币四百万元；对邓恢林受贿犯罪所得及利息予以追缴，上缴国库。

## 关联人物
- 孙力军团伙主要成员：孙力军、王立科、龚道安、刘新云、傅政华、刘彦平